# Stromboli
Stromboli (szicíliai nyelven: Stròmbuli) a Tirrén-tengerben, Szicíliától északra elhelyezkedő vulkáni eredetű Lipari-szigetek (Lipari, Vulcano, Salina, Panarea, Filicudi és Alicudi) legészakibb tagja. A tipikus rétegvulkán a Föld egyik legaktívabb, csaknem folyamatosan működő tűzhányója. Neve a görög Στρογγυλή (Sztrongülé) szóból ered, ami szabályos kúp alakjára utal.
A sziget közigazgatásilag a 40 kilométerre délnyugatra fekvő Liparihoz tartozik, így azzal együtt az olaszországi Szicília régió Messina megyéjének része. Két apró településének – Stromboli és Ginostra – összlakossága 400 fő körül van.

## Földrajza

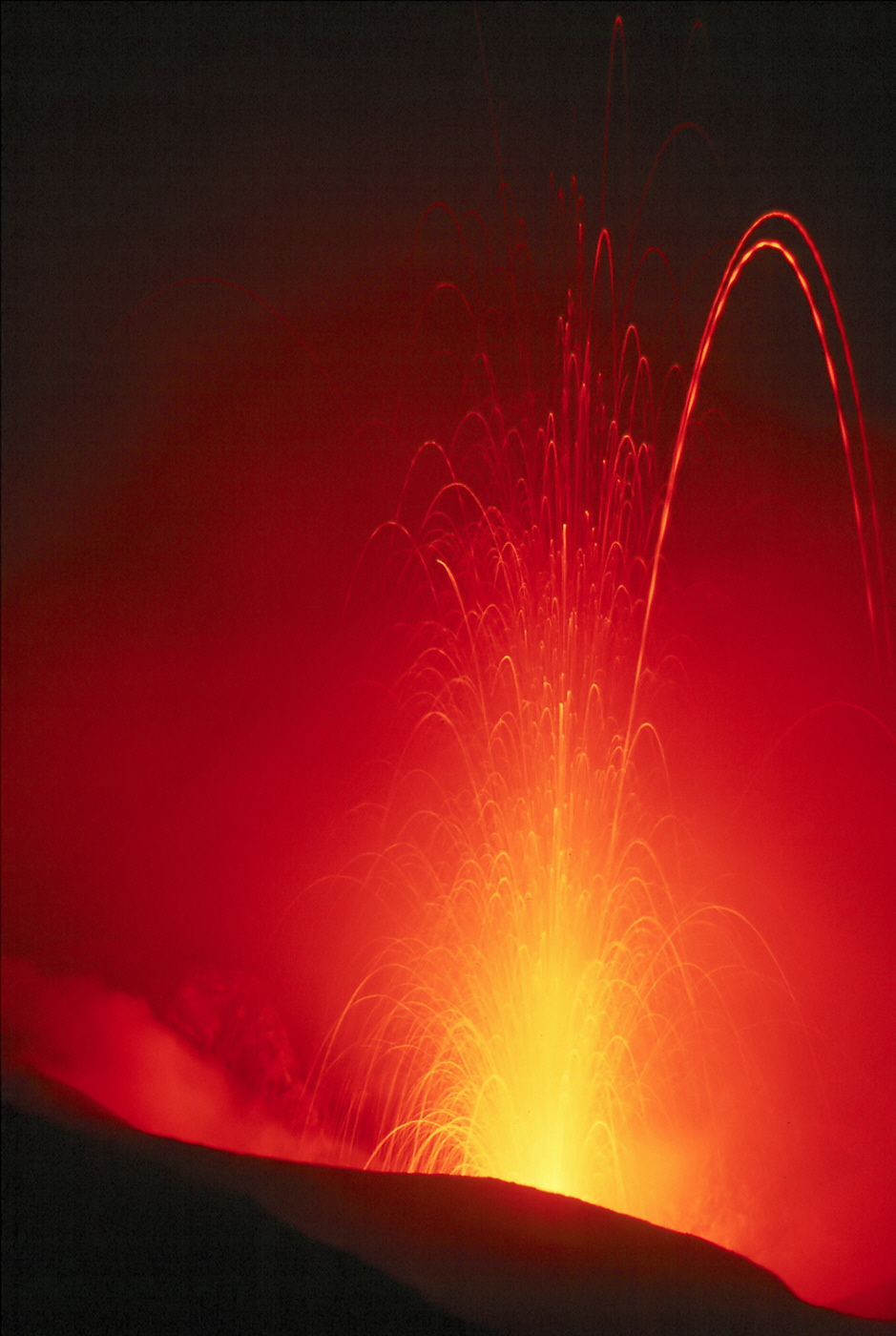
A Stromboli egyik kitörése 1980-ban

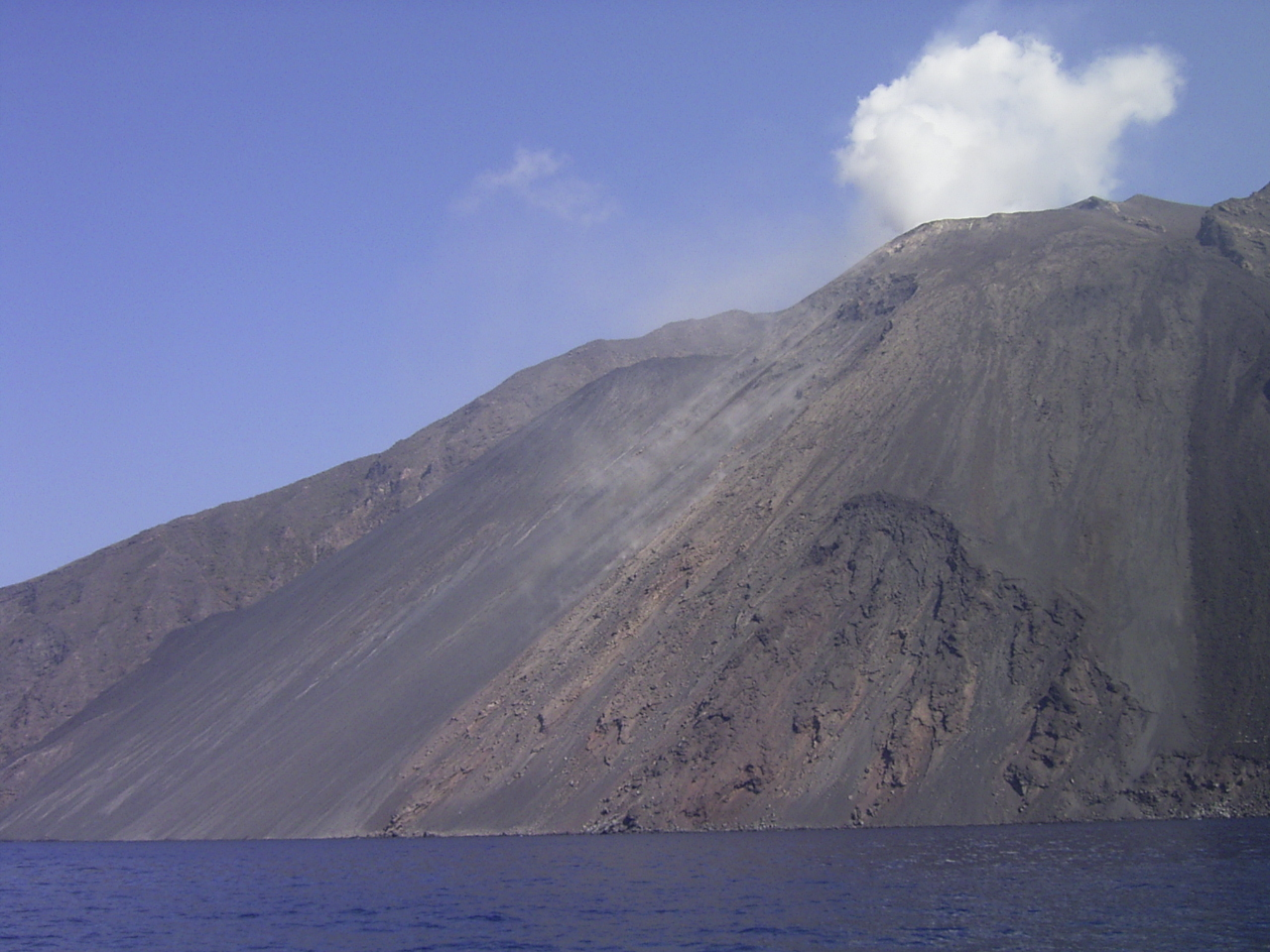
A Sciara del Fuoco

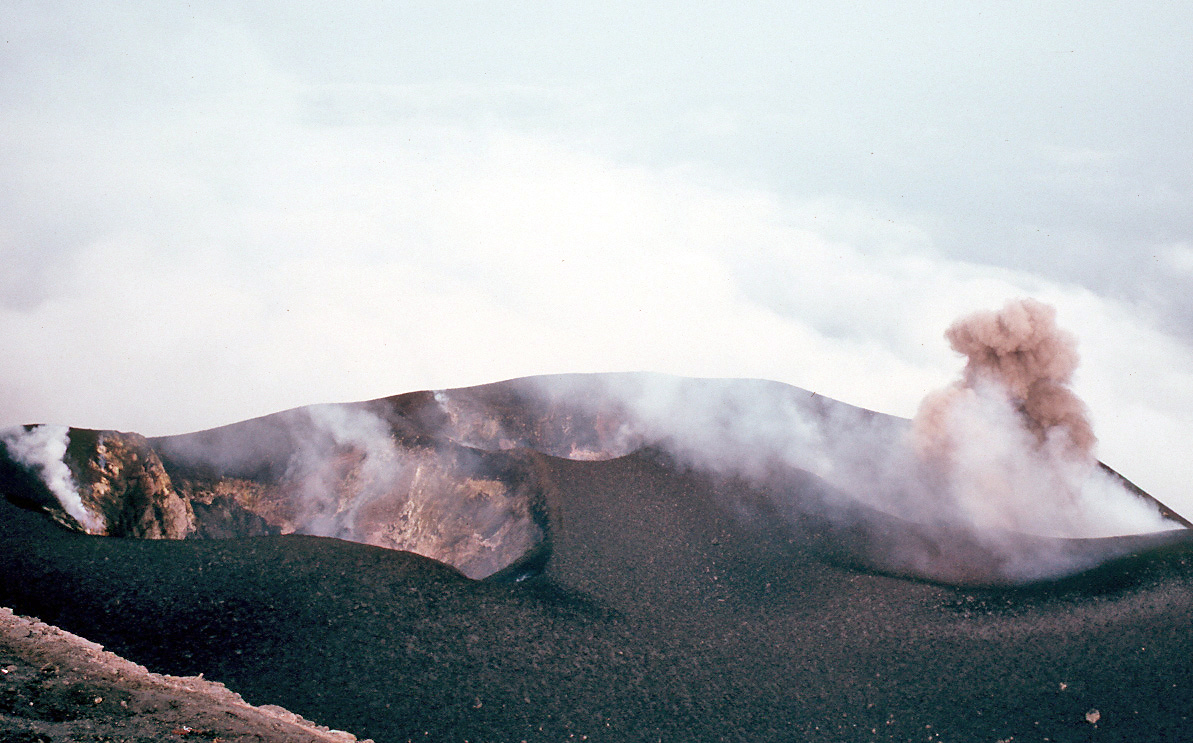
A tetőkráterek

A Tirrén-tengerből meredek oldalaival kiemelkedő, a szabályos kúphoz közelítő alakú sziget legmagasabb csúcsa 926 méterrel emelkedik a tenger szintje fölé. Mivel a vulkán talapzata mintegy 2000 m mélyen található, mérete összevethető a 120 kilométerre fekvő, 3340 m magas Etnáéval. Stromboli területe mindössze 12,6 km², a csúcs magasságához képest igen kicsi.

### Geomorfológiája
A vulkán tetőrégiója jóval bonyolultabb felépítésű, mint amit a távolról is látható, jellegzetes körvonalak sugallnak. A Stromboli kettős csúcsa valójában két koncentrikusan elhelyezkedő, sarló alakú kiemelkedés, amelyek közül az i Vancori nevű külső tetőpont a magasabb. A jelenleg is aktív kráterek felett a Pizzo sopra la Fossa (egyes térképeken Pizzo o sopra la Fossa) nevű, szomszédjánál 8 méterrel alacsonyabb csúcs őrködik. Mindkét gerinc egy-egy korábbi aktív időszak után beomlott kaldera peremének darabja. A kalderákat mára az újabb kitörések anyaga feltöltötte, külső lejtőjükön pedig mély barázdákat alakított ki az erózió. A Pizzo sopra la Fossa és a Vancori között húzódó, ívelt mélyedés nyugati szakaszának neve Fossetta. Az árok másik, északkeleti fele a Piano delle Croci (croce = kereszt) elnevezést kapta, mivel itt gyakran találnak jellegzetes, kereszt alakú piroxén ikerkristályokat.
Éppen e sajátos, kettős kalderaroncs az oka annak, hogy az aktív kráterek nem a vulkán csúcsán találhatók – ahogy ezt a Strombolit a tenger felől szemlélve gondolnánk – hanem 100–150 méterrel lejjebb, a Pizzo alatti, északnyugat felé nyitott, patkó alakú mélyedésben. Ez a depresszió mintegy 5000 évvel ezelőtt jöhetett létre az akkori hamukúp beomlásával. A vulkán ezt a beszakadást is elkezdte feltölteni, hasonlóan ahhoz, ahogy a Vezúv Cono nevű központi kúpja fejlődik a Somma kalderában – a Stromboliban azonban itt nem alakult ki újabb centrális hamukúp, mivel a vulkáni kürtő nem teljesen függőleges, hanem északkelet felé torzult. Emiatt a kidobott törmelék a vulkán északkeleti oldalán, a csúcstól egészen a tengerig húzódó Sciara del Fuoco nevű, hatalmas törmeléklejtőre hullik, ahonnan sokszor egészen a vízfelszínig pattognak le az akár méteres átmérőjű tömbök. A Sciara del Fuoco kifejezés jelentése „tűzcsúszda”.
A Sciarát két gerinc fogja közre: északról a Filo del Fuoco, délről a Filo di Baraona. Ezek természetes akadályként védik meg a lávafolyásoktól és a törmeléklavináktól a sziget északkeleti oldalának többi részét. Mivel a Sciara del Fuoco lassan bár, de feltöltődik, számíthatunk arra, hogy anyaga előbb-utóbb átbukik a sziklatarajokon.
A 918 méteres Pizzo alatti teraszszerű mélyedést napjainkban három kráter uralja. Ez a térség állandóan változik, nő. A nagyjából északkelet-délnyugat felé nyúló térszín két végét a 20. század közepéig a Sciara del Fuocóhoz hasonlóan sziklaképződmények zárták le. A Filo dello Zolfót (északkeleten) és a Torrionét (délnyugaton) azonban „beérte” a kráterek felső pereme, így már csak néhol bukkannak ki a friss törmelék és hamu közül.
A három fő tetőkráter mellett számos kisebb, időszakosan aktív kitörési centrum található a szigeten. Legjelentősebb közülük Ginostra falu közelében a 147 m magasan nyíló Timpone del Fuoco.

### A szigetbiogeográfiája

Stromboli 3D

Stromboli szigetén a tengerszint feletti magasság szerint három jellegzetes növényzeti övet különíthetünk el:
- A tengerszinttől mintegy 100 méteres magasságig tart a lejtő talpzónája. Itt találhatók az északkeleti és délnyugati partszakaszon a falvak (San Vincenzo, illetve Ginostra), és napjainkban már csak erre a sávra korlátozódik a növénytermesztés (olajfa ültetvények és szőlők). Régebben – ahol a domborzat lehetővé tette – 600 méterig is felkúszott a vulkán oldalán a művelt zóna. Néhol még ma is felismerhetők a teraszok nyomai, bár az antropogén formákat a legtöbb helyen benőtte a macchia.
- Az alsó lejtőzóna felett következik tehát a korábban művelt területet beborító, 600 méterig felkapaszkodó macchia övezete. Ebben a sávban alacsony növésű fásszárúak, tövises cserjék és rekettyebokrok között olasznád (Arundo donax) nő.
- 600 méter felett kezdődik a gyakorlatilag élettelen, vulkáni hamuval borított csúcsrégió a kráterekkel. A folyamatosan lerakódó hamu és salak a lágyszárú növények megtelepedését sem teszi lehetővé. A vegetáció kifejlődésnek ártanak a vulkáni gázok is.

## Geológiája

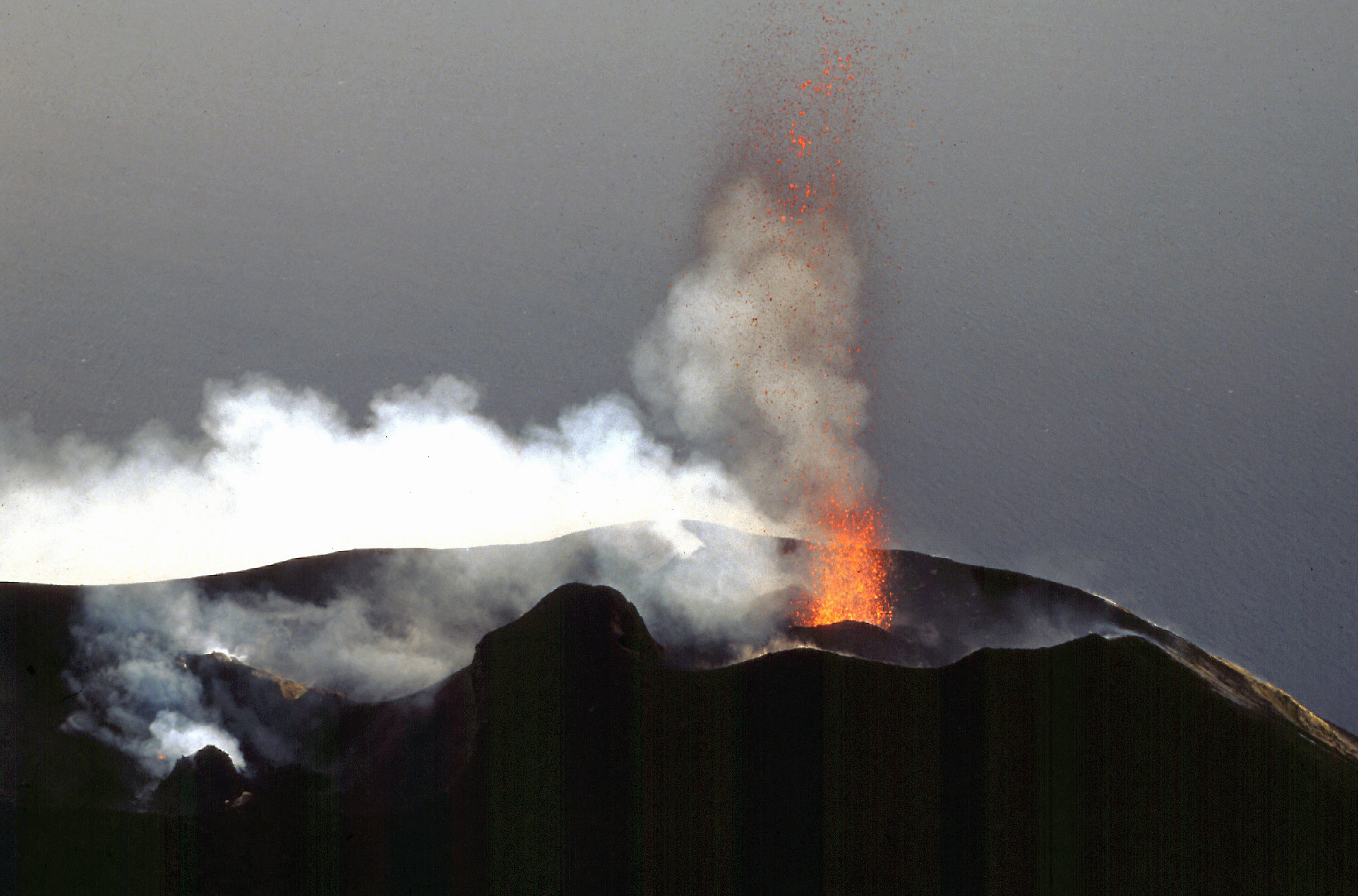
Az 1990. októberi kitörés

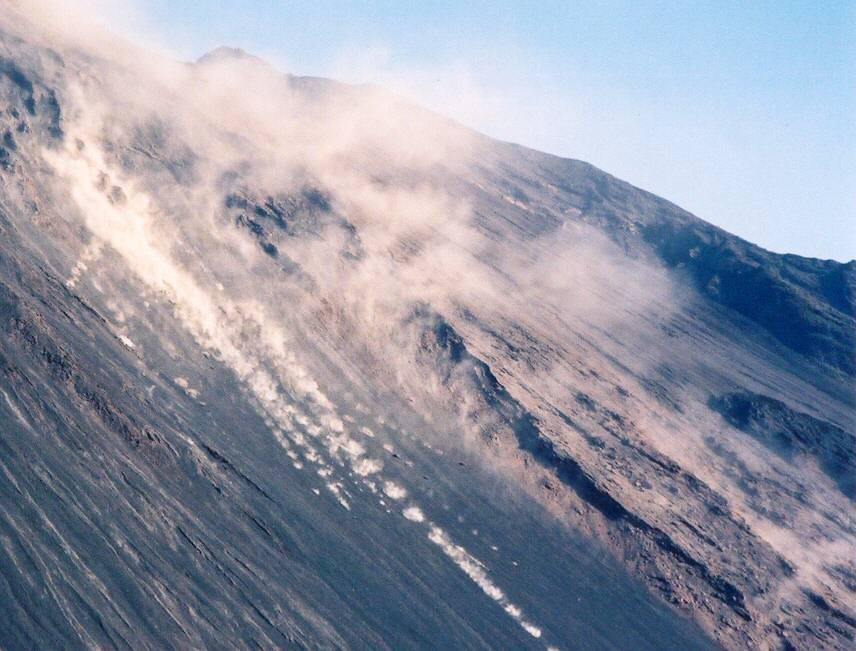
Kőpergés a Sciara del Fuocón

A Stromboli máig tartó aktivitása körülbelül 50-60 ezer évvel ezelőtt kezdődött a pleisztocén végén (Paleo- vagy Ős-Stromboli). A szigettől 1,5 kilométerre északkeletre látható egy 49 m magas sziklaszirt – a Strombolicchio – egy korábbi, 360 ezer éve keletkezett vulkán kipreparálódott kürtőkitöltése. Az Ős-Stromboli működése egy hatalmas, 1,8–3 km átmérőjű, a tenger felé nyitott kaldera létrejöttével végződött. Ezt a képződményt részben ma is láthatjuk, maradványa az i Vancori.
10 ezer éve kezdett fejlődni a korábbi kalderába excentrikusan ágyazódó Neo-Stromboli, és idővel feltöltötte a Paleo-Stromboli kalderáját. A rétegsor tanúsága alapján eleinte mainál sokkal gyakoribbak lehettek a lávaömlések. A Neo-Stromboli működésének első szakasza 5-6 ezer éve fejeződött be egy újabb, a korábbinál kisebb kalderabeomlással. Lényegében ekkor alakult ki a Sciara del Fuoco, aminek „függő kalderáját” folyamatosan tölti fel a kürtőből kirepülő és a lejtőn görgő-csúszó törmelék.
A Lipari-szigetek közül Stromboli szigetén legváltozatosabb a kőzetek összetétele. A magmás kőzetek kémiai összetételének változása is itt volt a leggyorsabb az elmúlt 60 ezer évben. A kezdeti mészalkáli jelleg (főleg bazaltos andezitek) fokozatosan az alkálimagmás kőzetek felé tolódott el. Ma káliumban gazdag, ún. „mediterrán” alkálilávát termel a vulkán. Az utóbbi 5-6 ezer év során magas káliumtartalmú bazaltos-andezites illetve shoshonitos kőzetekből alakult ki a Pizzo Sopra la Fossa kúpja. Napjainkban porfíros szövetű, 45-60 százaléknyi nagyméretű fenokristályt tartalmazó kőzetanyag jellemzi a Strombolit. A fenokristályok átlagos összetétele a következő: 35% plagioklász, 15% piroxén, 5% olivin. Az akár 2 cm átmérőjű fenokristályokat a lávákban mikrokristályos szövet köti össze, míg a kidobott vulkáni törmelék mátrixa üveges a gyors lehűlés miatt.

### A Stromboli működése
A Stromboli történetének egyre pontosabb ismerete alapján feltételezik, hogy a vulkán a Sciara del Fuoco kialakulása óta, de legalább 2500 esztendeje folyamatosan aktív. Jelenleg (2007 szeptemberében) három kürtőből dob ki szabálytalan időközönként több-kevesebb törmeléket. A kitörések közötti szünet néhány perc és egy-két óra között változik. A vulkáni anyag egy része visszahullik a kráterbe, a többi a Sciara lejtőjén legördülve a tengerig is eljuthat.
A gyakori hamu-, salak- és lávafoszlányszórás oly jellemző e vulkánra, hogy a hasonló jellegű aktivitást mutató tűzhányók (Mount Erebus, Parícutin) kitöréseit Stromboli típusú működésnek nevezzük. A legfeljebb néhány órás szünetekkel elválasztott, ciklikusnak is tekinthető kitörések magyarázata, hogy a kürtőben izzó magmából felszabaduló gáz időről időre felszakítja a lávaburkot. A felszínt elérő gázbuborékok szétpattannak, a lávató felszínéről felragadott burkuk szerterepülő anyagának egy része földet érve, más része még a levegőben szilárdul meg. A felszínre jutó gáz megemeli az olvadék szintjét, majd a magmatömeg visszahúzódik, és a folyamat kezdődhet elölről.
A híres francia vulkanológus, Haroun Tazieff az ötvenes években számos alkalommal kísérelte megközelíteni a Stromboli kráterének peremét, míg ez végül 1957-ben sikerült neki. Valószínűleg ő pillantotta meg a világon elsőként a kürtő mélyén rejtőző lávatavat, amelyről később így számolt be:
Néhány perccel később a kiszögellés szélén megálltam, és először életemben a Stromboli fő kürtője fölé hajoltam. Forróság és káprázat! Éppen alattam merőlegesen, kevesebb mint 10 méternyi távolságra a szememtől, hullámzott a sűrű, fénylő, nehéz folyadékból képződött iszonyatos tó. Súlyos, erős hullámzás kavarta fel ezt az olvadt rezet és aranyat. Néha hatalmas gázbuborék hatolt a felszínre, felfedvén egy pillanatra a belső föld alatti világot.
A Stromboli típusú kitöréseket általában a kisebb, komoly pusztítást csak ritkán okozó vulkáni tevékenységek között tartják számon. A levegőbe dobott, vörösen izzó salak, a lapillik és a kisebb bombák általában nem jutnak néhány száz méternél messzebb, tehát a kürtő közvetlen közelében rakódnak le. A hosszas működés szabályos, meredek oldalú salakkúpot alakít ki – így jött létre a Stromboli jellegzetes kúpja is.
Bár a Stromboli aktivitása a legtöbb esetben megfelel a róla elnevezett működési típusnak, időnként felélénkül; a nagyobb kitörések a sziget lakosságát is elűzhetik vagy elpusztíthatják. Ilyen, heves kitörést figyeltek meg például 1930-ban, de a tűzhányó 2002 decemberében is rendkívül aktív volt.
Máskor a kitörések ereje alábbhagy, gyakoriságuk ritkul – erre legutóbb 2007 áprilisa és júliusa között láthattunk példát. Ebben az időszakban sem lávát, sem bombákat nem bocsátott ki; a kráterekből csupán gőz és fehéres füst szállt fel. Emiatt a turistákat sem engedték fel a csúcsra, mert a nyugalmi időszak bizonytalanná tette a várható, esetleg komolyabb kitörés előrejelzését. 2007. július 24-e óta a vulkán működése visszatért a „régi kerékvágásba”, ezért augusztustól a kráterek környéke újra megközelíthető.
A Stromboli működéséről fennmaradt első feljegyzéseket Kr. e. 300 körül írták. Azóta egyre több történetíró tudósított a kitörésekről, de tudományos igényű beszámolók csak a 19. század második felétől állnak rendelkezésünkre. A „normál” aktivitástól eltérő periódusokat (például nagyobb lávafolyások, heves robbanásokkal járó kitörések vagy hosszabb csendes időszakok) az alábbi táblázat mutatja be a 18. század végétől egészen napjainkig. A 20. század legnagyobb erupciójával és a legutóbbi öt esztendő eseményeivel külön fejezet foglalkozik.
| Időtartam                             | A jelenség rövid leírása |
| ------------------------------------- | --- |
| 1768. október                         | lávaömlés, a növényzet jó része elpusztult |
| 1770                                  | tengeralatti kitörés lávaömléssel |
| 1783. február 5-7.                    | heves robbanások |
| 1822. október 22.                     | heves robbanások, piroklaszt-árak, a művelt területek elpusztultak |
| 1850                                  | erős robbanások, blokkszórás, egy ház megrongálódott |
| 1855. október 3-4.                    | lávaszökőkutak, lapillihullás |
| 1857                                  | hónapokig szünetelő működés |
| 1874. június                          | heves robbanások |
| 1879. február 4-5.                    | erős robbanások, hamu- és horzsakőszórás, szökőár |
| 1879. június 3-8.                     | erős robbanások, hamuhullás, lávaszökőkutak, a növényzet egy része elpusztult |
| 1881. október 15-18.                  | hamu és nagyobb blokkok hullása a szigeten |
| 1882. január 30.                      | hamu és nagyobb blokkok hullása a szigeten |
| 1882. november 17-30.                 | erős robbanások, blokkhullás, csuszamlások, új kürtők nyíltak |
| 1887. március 31.                     | heves robbanások, horzsakőszórás |
| 1888. október – 1889. június          | lávaömlések |
| 1888. október 23.                     | nagy lávaszökőkutak |
| 1889. június – 1890                   | hónapokig szünetelő működés |
| 1891. július 24-28.                   | lávaömlés és heves robbanások, melyek lökéshulláma egy házat megrongált |
| 1891. augusztus 31.                   | fokozott lávafoszlány-szórás, a növényzet elpusztult |
| 1898. augusztus 24-25.                | olyan heves lávaszökőkutak, amelyek anyaga földet érve „másodlagos” – nem közvetlenül a kürtőből kiömlő – lávafolyást indított el                                                    |
| 1900. április-október                 | lávaömlések |
| 1900. október 19.                     | piroklaszt-árak |
| 1903. január-október                  | lávaömlések több alkalommal |
| 1905. április 16.                     | heves kitörés, lapillihullás 4 kilométeres távolságig, egy ember megsérült |
| 1906. január 19.                      | „másodlagos” lávaömlések |
| 1906. július 11-16.                   | heves robbanások piroklaszt-árakkal, a növényzet részben megsemmisült |
| 1907. január 27-31.                   | a tengert is elérő lávaömlés |
| 1907. április 27.                     | nagyon heves kitörés, amely a 80 kilométerre fekvő Messinában is hamuesőt okozott, a szigeten néhány ház megrongálódott                                                              |
| 1907. június – 1910. május            | inaktív időszak |
| 1912. június-augusztus                | heves explozív tevékenység 700 méter magas lávaszökőkutakkal; hamueső Calabriában és Szicíliában                                                                                     |
| 1912. október 25.                     | kitörés a Sciara del Fuocón keletkezett hasadékból |
| 1915. június 18. – december 20.       | lávaömlések, heves robbanások, piroklaszt-árak |
| 1916. június-július                   | különösen aktív időszak a tengert is elérő lávafolyásokkal |
| 1919. május 22.                       | a 20. század második leghevesebb kitörése: számtalan épületet megrongáltak a nagyobb kőzetblokkok, szökőár, hamueső Szicíliában; 4 helyi lakos életét vesztette, sokan megsebesültek |
| 1930. február 3-6.                    | lávaömlés, hamuszórás |
| 1930. szeptember 11.                  | a feljegyzett legsúlyosabb kitörés: hatalmas robbanások, a tengert is elérő piroklaszt-árak, nagy károk a településeken, hat halott, 22 sebesült                                     |
| 1930. október 22.                     | erős robbanások, lávaszökőkutak |
| 1931. július – 1932. május            | inaktív időszak |
| 1932. július – 1934. február          | inaktív időszak |
| 1934. február 2.                      | erőteljes explozív tevékenység, blokkszórás; a lökéshullámtól megrongálódott épületek                                                                                                |
| 1936. január 31.                      | erős robbanások, lávafolyás |
| 1941. augusztus 22.                   | hatalmas, 1000 magasságot is elérő lávaszökőkutak, blokkszórás |
| 1943. december 3.                     | erős robbanások |
| 1944. augusztus 20.                   | heves kitörés szökőárral, piroklaszt-árakkal; egy ház megrongálódott |
| 1950. október 20-23.                  | erős robbanások, a növényzet részben elpusztult |
| 1952. június 7-22.                    | lávafolyások, hamueső Ginostrában |
| 1954. február 1.                      | heves kitörés piroklaszt-árakkal, cunamival |
| 1955. február 28. – március 22.       | szokatlan lávaömlés a Sciara del Fuoco tövénél |
| 1958. február 5-12.                   | erős robbanások, lávaömlés |
| 1959. május 19.                       | heves kitörés |
| 1967. április 19. – augusztus 13.     | folyamatos lávaömlések |
| 1967. augusztus – 1968. május         | inaktív periódus |
| 1971. március 31.                     | fokozott aktivitás lávaömléssel |
| 1985. december 6.                     | heves kitörés, piroklaszt-ár |
| 1985. december 6. – 1986. április 26. | folyamatos lávaömlések |
| 1989. március 25.                     | heves robbanások, egy ember megsérült |
| 1990. június – november               | fokozott explozív működés |
| 1993. október 16.                     | heves kitörés, egy ember megsérült |
| 1996. április 17. – június 1.         | igen aktív időszak, június 1-jén négy ember sérült meg |
| 1998. november 24.                    | heves robbanások, 700 méteres magasságba repülő bombák |
| 1999. augusztus 26.                   | heves robbanások, tízen megsérültek |
| 2001. október 21.                     | heves kitörés, egy ember életét veszti a hulló piroklasztitoktól |
| 2002. január 23.                      | nagyobb robbanás, gyenge hamueső a szigeten |
| 2002. július 24.                      | heves robbanás |
| 2002. december 28. – 2003. július 22. | heves kitörések, lávafolyások, hatalmas csuszamlás a Sciara del Fuocón és szökőár december 30-án; új effuzív kürtő 150 méterrel a főkráterek alatt                                   |
| 2005. augusztus 5.                    | heves robbanás, bozóttűz |
| 2007. február 27. – 2007. április 2.  | aktív időszak lávafolyással, amely lávadeltát alakított ki a Sciara del Fuoco tövében                                                                                                |
| 2007. április 2. – 2007. július 24.   | inaktív időszak |

### Az 1930-as kitörés
Az 1930. szeptember 11-i erupció a Stromboli legpusztítóbb kitöréseként vonult be a vulkán történetébe. Következményeit fokozta, hogy semmilyen előjele nem mutatkozott a paroxizmus kezdete előtt alig két órával megnövekedett hamuszóráson kívül. A kitörés egy napig sem tartott, de az egész szigeten komoly károkat okozott, és hat ember életét követelte.
A szokatlan erős tevékenység reggel 8 óra 10 perckor a fokozott hamukibocsátással kezdődött, ekkor még csak Stromboli délnyugati részén esett egy kevés hamu. A jelenség mindössze 10 percig tartott, majd a tűzhányó átmenetileg megnyugodott. 9 óra 52 perckor két rendkívül erős robbanás nagyobb idősebb kőzetblokkokat szakított le a kürtő falából. A krátereket körülvevő salakkúpok gyakorlatilag megsemmisültek, a kirepülő, 10 m³-nél is nagyobb tömbök Ginostra házai közül 14-et megrongáltak, de nem kímélték a sziget északi végpontján álló Semaforo Labronzo épületét sem. A robbanások után a Stromboli sok izzó lapillit lövellt ki, és ez a törmelék vastagon beborította a kráterek közvetlen környékét. A gyorsan felhalmozódott, forró vulkáni anyag hamarosan mozgásba lendült a vulkán meredek északkeleti lejtőjén. Ez a hegyoldal a Sciara del Fuocón kívül esik, és San Bartolo községrész közelében, egy Vallonazzo nevű, szurdokszerű völgyben végződik. Az izzó áradatok egyike ebben a szűk völgyben 70 km/órás sebességre gyorsult fel, ahogy lezúdult a tenger felé. A vizet elérve halálra forrázta egy éppen ott tartózkodó halászcsónak négyfős legénységét. A szakadék mentén 100 méteres sávban kigyulladt a szőlő, egy ott dolgozó ember elszenesedett holttestére az ültetvény maradványai közt találtak rá. A kitörést szökőár is kísérte, amelynek 2,2 méteres hullámai egy idős férfit öltek meg. 10 óra 40 perckor a kitörés jelentősen alábbhagyott, jellege effuzívvá vált. Két nagyobb és számos kisebb lávafolyás indult meg a Sciara lejtőjén – a nagyobbak a tengert is elérték. A heves kitörés 15 óra elteltével fejeződött be, ahogy elapadt a láva. Az északkeleti parton lévő falvakat ekkor már 10-12 centiméteres hamu- és lapilliréteg borította.
Hasonló erejű erupciónak egyedül az 1919-est nevezhetjük, de bármikor számíthatunk az 1930-ast közelítően pusztító kitörésre. Sajnos, a Stromboli látogatottsága alapján joggal tételezhetjük fel, hogy ha egy derűs szeptemberi éjszakán következne be hasonló esemény, az bizonyára több tucat halálos áldozatot követelne, ugyanis kora őszi éjjeleken a turisták gyakran mennek fel a kráterekhez.

### A közelmúlt nagyobb kitörései

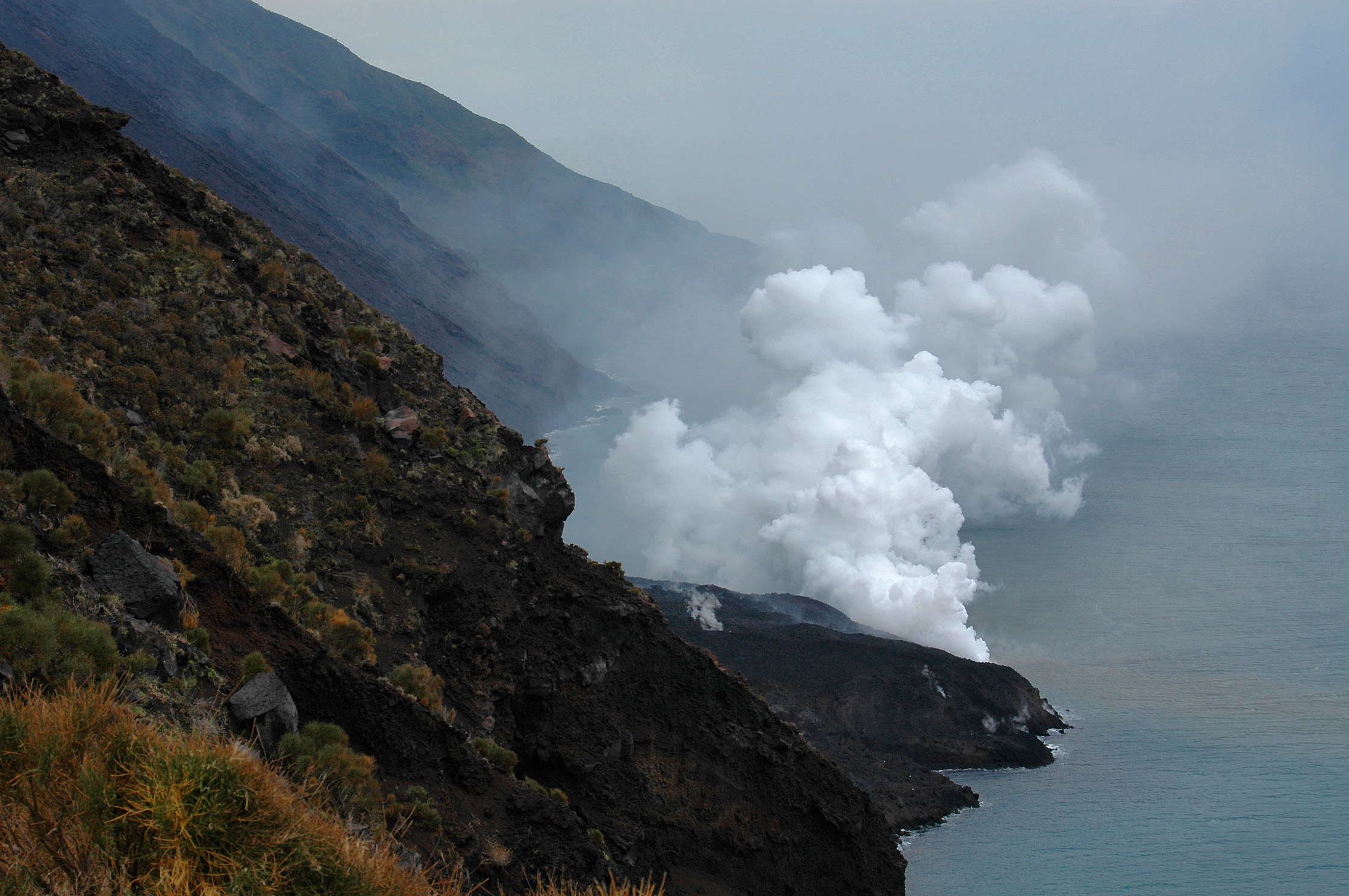
Lávadelta a Sciara del Fuoco tövénél (2007. március 10.)

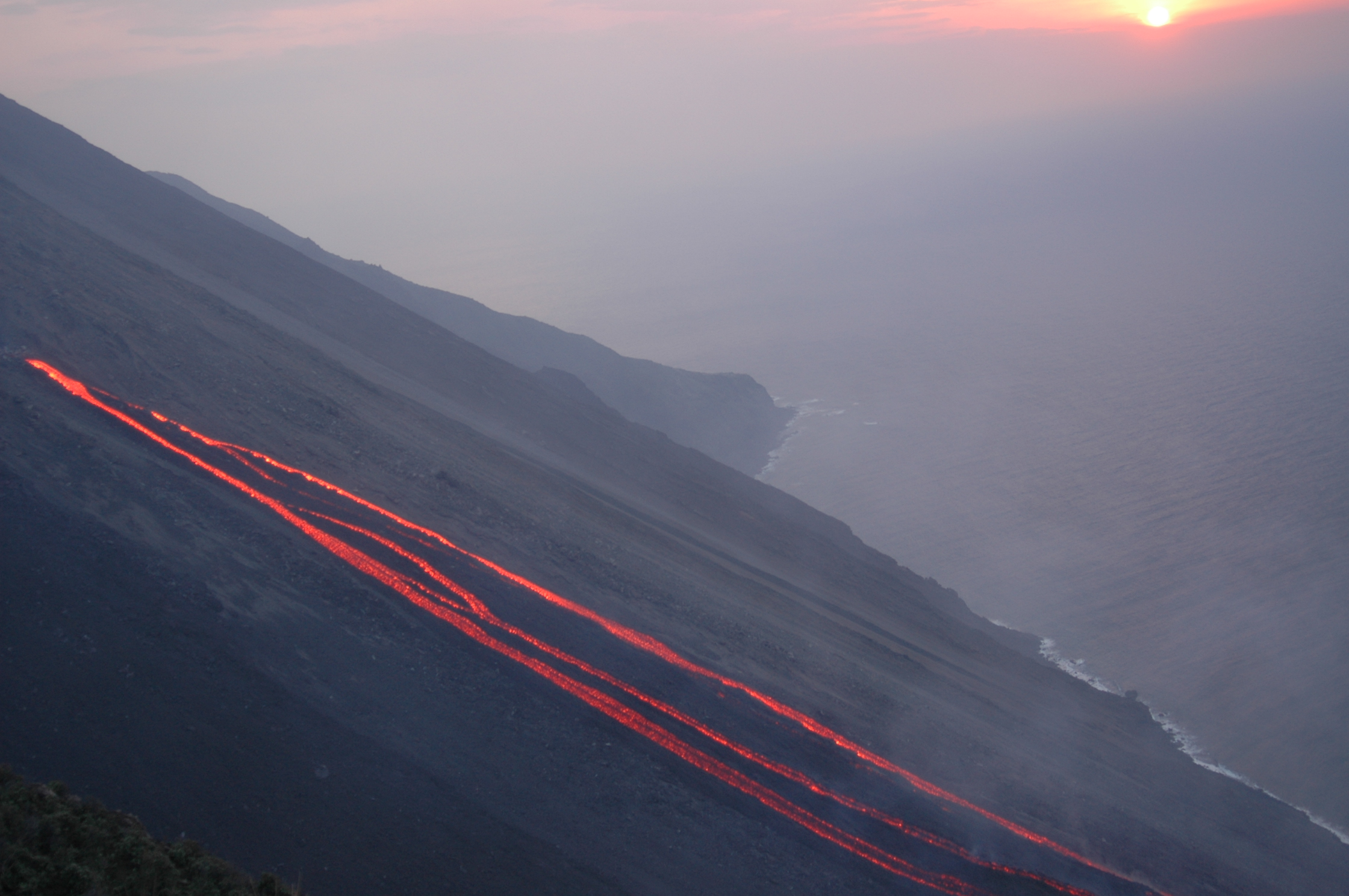
Stromboli – Lávaömlés (2007. március 11.)

2002. január 23-án a sziget valamennyi pontjáról hallani lehetett egy nagyobb robbanást a csúcs környékéről. A helyiek percekig tartó gyenge hamuesőről számoltak be, majd a vulkán lecsillapodott. Ennek az évnek a nyarán ismét fokozódott a Stromboli aktivitása, amit július 24-én szigetszerte hallható dörej és mintegy 500 méter magas, barna gombafelhő is jelzett.
December 30-án újabb, a megszokottól eltérő esemény zajlott le: a szokatlanul erős lávaömlés következtében beomlott a központi salakkúp tenger felőli oldala, és 5 millió m³-re becsült anyag zúdult a vízbe. A kialakult szökőár több méter magas hullámai megrongáltak néhány tengerparti épületet. Szerencsére ebben az időszakban csak kevés turista volt a szigeten, de néhányan így is megsérültek. A cunami hatását még a 60 km-re fekvő szicíliai Milazzóban is érezték. Stromboli lakosságának nagy részét evakuálni kellett Lipari szigetére – csak két hónap múlva térhettek haza.
2002. december végétől állandósultak a lávafolyások és sziklaomlások a Sciara del Fuoco lejtőjén, majd 2003. április 5-én a reggeli órákban egy újabb erős, San Vincenzóban is hallható kitörés kezdődött. A Fossa csúcs felett hatalmas, gomba alakú kitörési felhő alakult ki, a helyiek a becsapódó nagyobb kőzetblokkok zaját is hallották. Ginostra település házai közül kettőt el is talált egy-egy méteres átmérőjű bomba, de emberéletben nem esett kár. Április 8-án a cataniai vulkanológusok repülőgépükről négy aktív, lávát kibocsátó krátert figyeltek meg. A paroxizmus vastag piroklasztit-réteget terített szét a csúcs környékén. A Sciarán a hónapok óta tartó lávaömlés 2003. július 22-én szűnt meg, de az északkeleti tetőkráter ezután is a szokásosnál aktívabban szórta a lávafoszlányokat.
2007. február 27-ével ismét aktívabb időszak kezdődött a Stromboli életében. A Sciara del Fuocón végigfolyó láva ezúttal is elérte a tengert, majd a parton látványos lávadelta alakult ki. Mivel a helyzet hasonlított a 2002. decemberihez, a hatóságok figyelmeztették Stromboli és a közeli szigetek lakosságát egy újabb csuszamlás és szökőár lehetőségére, és javasolták, hogy senki se tartózkodjon a 10 méteres tengerszint feletti magasság alatt. Az erupció március 15-én este érte el csúcspontját; a lávaömlés még április 2-ig tartott.
2019. július 3-án újra kitört a vulkán, többen megsérültek, egy szicíliai férfi meghalt.

## Lakossága

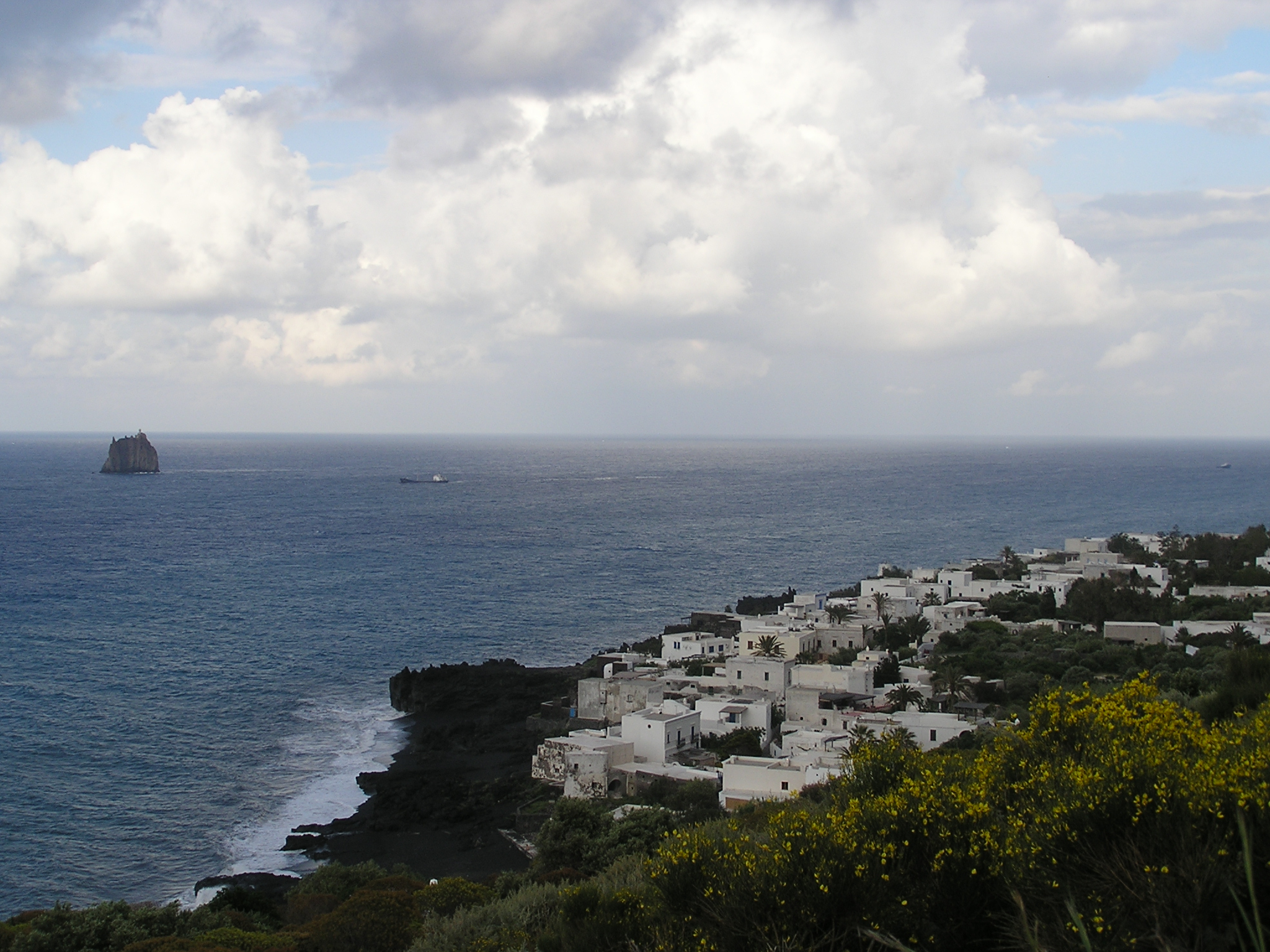
Stromboli – Piscità

Mivel a sziget nagy része meredek vulkáni lejtő, települések csupán a két, viszonylag lankásabb tengerparti részen alakulhattak ki. A nagyobbik falu az északkeleti parton van, és a közigazgatásban Stromboli néven, Lipari város részeként szerepel. Valójában ez két kisebb falu – San Vincenzo és San Bartolo – összenövése, további településrészekkel (Scari, Ficogrande, Piscità), együttesen mintegy 350 lakossal. A sziget délnyugati szegletében épült Ginostrának mindössze harminc állandó lakója van. Sokáig Ginostra büszkélkedhetett a világ legkisebb kikötője címmel: mólója csak halászcsónakokat fogadhatott, a kompok és szárnyashajók a parttól 200-300 méterre álltak meg, és az utasokat csónakok szállították oda-vissza. A 2000-es évek elején megépült kikötő ezen az állapoton változtatott, azóta az igazán nagy komphajók is kiköthetnek itt. Ginostra egyébként a szárazföldön járművel nem közelíthető meg. Autók eleve nincsenek a szigeten: a lakosság robogókkal, elektromos furgonokkal és triciklikkel közlekedik.
A mai népesség csupán töredéke a száz évvel ezelőttinek: az 1890-es években 2700-nál is többen éltek Strombolin. Az 1919-es és 1930-as kitörések azonban annyira komoly károkat okoztak, hogy a lakosok fele 1931-re elhagyta a szigetet. Többségük Szicíliába menekült, de sokan közülük tovább vándoroltak Ausztráliába, Kanadába vagy az Egyesült Államokba. A második világháború után 660-an, 1971-re mindössze 380-an maradtak a szigeten. A kivándorlás legfőbb oka – a többi dél-olaszországi szigethez hasonlóan – a szegénység volt.
Az ötvenes évek óta egyre több turista keresi fel a szigetet. Első hullámuk Roberto Rossellini: Stromboli című, 1949-ben készült filmje után érkezett – a filmnek tábla állít emléket. Az 1960-70-es évek fordulóján a hippik körében is népszerű volt Stromboli, de a legtöbben mindmáig a vulkánra kíváncsiak. Az elhagyott, félig romos házak egy részét külföldiek – főleg németek – vásárolták meg.

## Turizmus a Strombolin

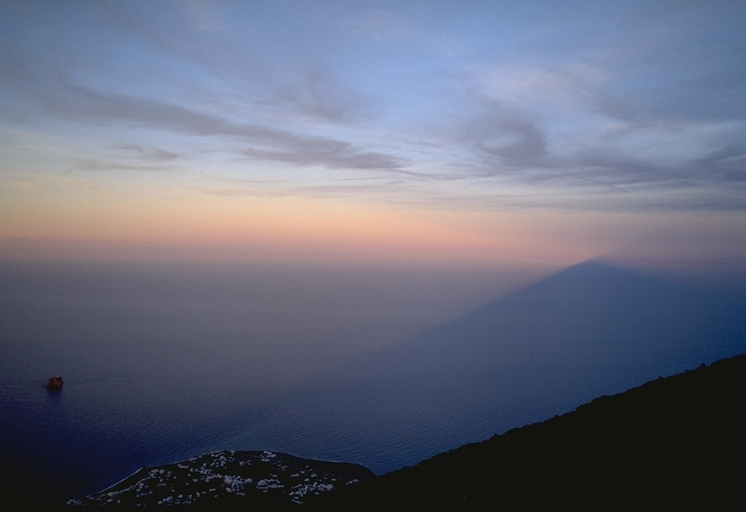
A Stromboli árnyéka a Tirrén-tengerre vetül

A sziget menetrend szerinti hajókkal közelíthető meg Nápolyból, illetve a szicíliai Milazzo és Messina kikötőiből. Nyáron a calabriai partról, Tropea felől is indulnak járatok.
A helyi túraszervezők néha elfelejtik közölni hogy a kitöréseket hajóról is lehet figyelni és nem kell megmászni ehhez a csúcsot, bár kétségtelen, hogy odafentről sokkal látványosabbak.
A kráter környéke a vulkán aktivitásának függvényében leginkább San Vincenzo felől közelíthető meg – de ez csak a leginkább bejárt útvonal; indulhatunk Ginostrából is. A Stromboli csúcsát jelzett, de ennek ellenére igen fárasztó és nem teljesen veszélytelen ösvényen mintegy három óra alatt érhetjük el. 2004 óta a kirándulók csak vezetővel mehetnek fel a Fossára. A túrán a túrabakancs mellett újabban a védősisak is kötelező, valamint éjszaka a fejlámpa.
Praktikus viselet a kamásli, amely megakadályozza, hogy a por a bakancsunkba kerüljön.
A túrák általában a késő délutáni órákban indulnak. Az elsőként induló csoportok a csúcsról tekinthetik meg a naplementét. Az ereszkedés éjjeli sötétségben történik. A lefele vezető út háromnegyede vulkáni porban vezet, az utolsó szakasz pedig tufakőzeten. A porban való közlekedés – főként a lefelé vezető úton – hasonlít a mély hóban való sétához, porzik, fullasztó, rontja a fejlámpa hatásfokát és megtölti a cipőnket – a kölcsönzött bakancsot is. A csúcsról visszafelé érkező 10-15 fős csoportok éjjel különleges mozgó fénysorokként látszanak a partról. A túra nem igényel hegymászó készséget, csak jó állóképességet (3 óra fel, 2 óra le).
A turisták biztonsága érdekében a korábbi, a Sciara del Fuocót északkeletről szegélyező Filo del Fuocón vezető turistautat lezárták, és helyette jóval biztonságosabb ösvényt építettek ki a kráterekkel átellenes, Rina Grandénak nevezett, délkeleti hegyoldalon. A Pizzo Sopra la Fossa 918 méteres csúcsáról kiválóan megfigyelhetőek a 100–150 méterrel lejjebb nyíló kráterek kitörései. Az erupciók éjjel, sötétben a leglátványosabbak, de a 400 méteres magasság felett éjfél után már tilos tartózkodni, és a tilalom megszegői komoly pénzbüntetésre számíthatnak.